# 이민철 (조선)
이민철(李敏哲, 1613년 ∼ 1715년)은 조선중기의 과학자이다. 영의정 경여(敬輿)의 서자. 인조 24년 아버지가 민회빈(愍懷嬪) 강(姜)씨 변호 때문에 진도(珍島)에 위리안치(圍籬安置)될 때 배소(配所)에 따라가 시중하며, 아버지의 지도를 받아 천의기(天儀器)를 조립, 효종 1년 아버지가 풀려나올 때까지 과학기술을 터득하였고, 현종 5년에는 왕명으로 측후기(測候器)와 혼천의(渾天儀)를 제작하였는데, 특히 혼천의 속에 회전지구의(回轉地球儀)를 넣어 지동설(地動說)을 입증하였다. 숙종 5년에는 수차(水車)를 제작하여 관개(灌漑)에 이용케 했으며, 숙종 15년에는 선기(璿璣)·옥형(玉衡)의 제작을 시작하여 2년만에 완성하였고, 그밖에 대(竹)로 만든 물시계까지 발명하였다.